# オーリンズ・アリーナ
オーリンズ・アリーナ（英語：Orleans Arena）は、アメリカ合衆国ネバダ州ラスベガスに存在するインドアスタジアムである。

## 概要
本施設は、2003年に完成し、開館した。アメリカ合衆国のカジノホテル：オーリンズ・ホテルに付随する施設で所有者はボイド・ゲーミング社である。
本施設はボクシング、バスケットボール、アイスホッケーなどスポーツイベントを中心に使用される。特にアイスホッケーはナショナルホッケーリーグ下部リーグのECHLに所属するラスベガス・ラングラーズが2014年の球団消滅までホームリンクとして使用していた。
また、プロレス団体のグローバル・フォース・レスリング（GFW）の試合が開催される会場でもある。

## イベント
- 世界ボクシング協会（WBA）／世界ボクシング評議会（WBC）世界ウェルター級タイトルマッチ（2003年7月12日）
  - リカルド・マヨルガ（ニカラグア） VS バーノン・フォレスト（アメリカ合衆国）[2]
- 2015年レスリング世界選手権（2015年9月7日 - 9月12日）[3]
- ISU グランプリシリーズ2019/20 第1戦 Skate America スケートアメリカ（2019年10月18日 - 10月20日）